# Campionati mondiali di canoa/kayak 1985
I 19esimi Campionati mondiali di canoa/kayak si sono svolti a Malines/Mechelen, in Belgio, nel 1985.

## Medagliere
| Pos. | Paese            | Oro | Argento | Bronzo | Totale |
| ---- | ---------------- | --- | ------- | ------ | ------ |
| 1    | Germania Est     | 7   | 2       | 2      | 11     |
| 2    | Unione Sovietica | 2   | 7       | 1      | 10     |
| 3    | Ungheria         | 2   | 3       | 2      | 7      |
| 4    | Svezia           | 2   | 1       | 3      | 6      |
| 5    | Jugoslavia       | 1   | 1       | 0      | 2      |
| 6    | Francia          | 1   | 0       | 1      | 2      |
| 6    | Nuova Zelanda    | 1   | 0       | 1      | 2      |
| 8    | Stati Uniti      | 1   | 0       | 0      | 1      |
| 8    | Cecoslovacchia   | 1   | 0       | 0      | 1      |
| 10   | Germania Ovest   | 0   | 2       | 0      | 2      |
| 11   | Polonia          | 0   | 1       | 1      | 2      |
| 12   | Gran Bretagna    | 0   | 1       | 0      | 1      |
| 13   | Romania          | 0   | 0       | 2      | 2      |
| 14   | Italia           | 0   | 0       | 1      | 1      |
| 14   | Bulgaria         | 0   | 0       | 1      | 1      |
| 14   | Paesi Bassi      | 0   | 0       | 1      | 1      |
| 14   | Canada           | 0   | 0       | 1      | 1      |
| 14   | Danimarca        | 0   | 0       | 1      | 1      |

## Medaglie Canoa

### C1 500m
| Posizione | Atleta          | Paese            | Tempo |
| --------- | --------------- | ---------------- | ----- |
|           | Olaf Heukrodt   | Germania Est     |       |
|           | Anatolij Volkov | Unione Sovietica |       |
|           | Aurel Macarencu | Romania          |       |

### C1 1000m
| Posizione | Atleta            | Paese            | Tempo |
| --------- | ----------------- | ---------------- | ----- |
|           | Ivans Klementjevs | Unione Sovietica |       |
|           | Ulrich Eicke      | Germania Ovest   |       |
|           | Aurel Macarencu   | Romania          |       |

### C1 10000m
| Posizione | Atleta              | Paese            | Tempo |
| --------- | ------------------- | ---------------- | ----- |
|           | Jiri Vrdlovec       | Cecoslovacchia   |       |
|           | Takhir Kamaletdinov | Unione Sovietica |       |
|           | Attila Liptak       | Ungheria         |       |

### C2 500m
| Posizione | Atleta                          | Paese        | Tempo |
| --------- | ------------------------------- | ------------ | ----- |
|           | Janos Sarusi Kis István Vaskuti | Ungheria     |       |
|           | Marek Dopierała Marek Łbik      | Polonia      |       |
|           | Ulrich Papke Uwe Madeja         | Germania Est |       |

### C2 1000m
| Posizione | Atleta                         | Paese        | Tempo |
| --------- | ------------------------------ | ------------ | ----- |
|           | Olaf Heukrodt Alexander Schuck | Germania Est |       |
|           | Matija Ljubek Mirko Nišović    | Jugoslavia   |       |
|           | Marek Dopierała Marek Łbik     | Polonia      |       |

### C2 10000m
| Posizione | Atleta                        | Paese       | Tempo |
| --------- | ----------------------------- | ----------- | ----- |
|           | Matija Ljubek Mirko Nišović   | Jugoslavia  |       |
|           | Andrew Train Stephen Train    | Regno Unito |       |
|           | Matei Kalpakov Tosho Kalpakov | Bulgaria    |       |

## Medaglie Kayak

### K1 500m
| Posizione | Atleta          | Paese          | Tempo |
| --------- | --------------- | -------------- | ----- |
|           | Andreas Stahle  | Germania Est   |       |
|           | Oliver Seack    | Germania Ovest |       |
|           | Bernard Bregeon | Francia        |       |

| Posizione | Atleta           | Paese            | Tempo |
| --------- | ---------------- | ---------------- | ----- |
|           | Birgit Fischer   | Germania Est     |       |
|           | Nelli Efremova   | Unione Sovietica |       |
|           | Agneta Andersson | Svezia           |       |

### K1 1000m
| Posizione | Atleta         | Paese        | Tempo |
| --------- | -------------- | ------------ | ----- |
|           | Ferenc Csipes  | Ungheria     |       |
|           | Heiko Zinke    | Germania Est |       |
|           | Karl Sundqvist | Svezia       |       |

### K1 10000m
| Posizione | Atleta         | Paese         | Tempo |
| --------- | -------------- | ------------- | ----- |
|           | Greg Barton    | Stati Uniti   |       |
|           | Laszlo Nieberl | Ungheria      |       |
|           | Grant Bramwell | Nuova Zelanda |       |

### K2 500m
| Posizione | Atleta                           | Paese            | Tempo |
| --------- | -------------------------------- | ---------------- | ----- |
|           | Ian Ferguson Paul MacDonald      | Nuova Zelanda    |       |
|           | Guido Behlin Hans-Jorg Bliesener | Germania Est     |       |
|           | Viktor Pusev Sergei Souperata    | Unione Sovietica |       |

| Posizione | Atleta                         | Paese        | Tempo |
| --------- | ------------------------------ | ------------ | ----- |
|           | Carsta Kuhn Birgit Fischer     | Germania Est |       |
|           | Rita Kőbán Éva Rakusz          | Ungheria     |       |
|           | Annemarie Cox Annemarie Derckx | Paesi Bassi  |       |

### K2 1000m
| Posizione | Atleta                            | Paese            | Tempo |
| --------- | --------------------------------- | ---------------- | ----- |
|           | Philippe Boccara Pascal Boucherit | Francia          |       |
|           | Viktor Pusev Sergei Souperata     | Unione Sovietica |       |
|           | Don Brien Colin Shaw              | Canada           |       |

### K2 10000m
| Posizione | Atleta                          | Paese    | Tempo |
| --------- | ------------------------------- | -------- | ----- |
|           | Mikael Berger Conny Edholm      | Svezia   |       |
|           | Istvan Szabó István Tóth        | Ungheria |       |
|           | Daniele Scarpa Francesco Uberti | Italia   |       |

### K4 500m
| Posizione | Atleta                                                            | Paese            | Tempo |
| --------- | ----------------------------------------------------------------- | ---------------- | ----- |
|           | Peter Hempel Frank Fischer Heike Zinke André Wohllebe             | Germania Est     |       |
|           | Viktor Denisov Alexander Belov Igor Daigamaka Alexander Vodovatov | Unione Sovietica |       |
|           | Per-Inge Bengtsson Per Lundh Lars-Erik Moberg Karl Sundqvist      | Svezia           |       |

| Posizione | Atleta                                                              | Paese            | Tempo |
| --------- | ------------------------------------------------------------------- | ---------------- | ----- |
|           | Kathrin Giese Carsta Kohn Birgit Fischer Heike Singer               | Germania Est     |       |
|           | Elena Dudina Nelli Efremova Irina Salomykova Guinera Sharatudninova | Unione Sovietica |       |
|           | Erika Géczi Katalin Gyulay Rita Kőbán Éva Rakusz                    | Ungheria         |       |

### K4 1000m
| Posizione | Atleta                                                             | Paese            | Tempo |
| --------- | ------------------------------------------------------------------ | ---------------- | ----- |
|           | Bengt Andersson Per-Inge Bengtsson Lars-Erik Moberg Karl Sundqvist | Svezia           |       |
|           | Igor Daigamaka Alexander Myzgin Arturas Veta Alexander Vodovatov   | Unione Sovietica |       |
|           | Guido Behling Hans-Jorg Bliesener Peter Hempel Andreas Stahle      | Germania Est     |       |

### K4 10000m
| Posizione | Atleta                                                        | Paese            | Tempo |
| --------- | ------------------------------------------------------------- | ---------------- | ----- |
|           | Zsolt Bojti Tibor Helyi Zoltán Kovács Kalman Petrovics        | Unione Sovietica |       |
|           | Bengt Andersson Peter Ekstrom Tommy Karls Torbjoern Thoresson | Svezia           |       |
|           | Henrik Christiansen Lars Koch Brian Kragh Thor Nielsen        | Danimarca        |       |